# Batsuuriin Nyam-Erdene
Batsuuriin Nyam-Erdene (5 de octubre de 2005) es una deportista mongola que compite en judo. Ganó dos medallas de bronce en el Campeonato Asiático de Judo, en los años 2024 y 2025.

## Palmarés internacional
| Campeonato Asiático | Campeonato Asiático | Campeonato Asiático | Campeonato Asiático |
| Año                 | Lugar               | Medalla             | Categoría           |
| ------------------- | ------------------- | ------------------- | ------------------- |
| 2024                | Hong Kong (China)   | Medalla de bronce   | –70 kg              |
| 2025                | Bangkok (Tailandia) | Medalla de bronce   | –70 kg              |